# Habeas corpus
Habeas corpus (/ˈheɪbiəs ˈkɔːrpəs/ /ˈheɪbiəs ˈkɔːrpəs/; Tiếng Latinh thời Trung cổ có nghĩa là "[chúng tôi, Tòa án, ra lệnh] rằng bạn phải mang cơ thể [của người bị giam giữ đến trước mặt chúng tôi]")  là một biện pháp xử lý theo luật mà qua đó một người có thể báo cáo việc giam giữ hoặc bỏ tù bất hợp pháp lên tòa án và yêu cầu tòa án ra lệnh cho đại diện cơ quan quản thúc người đó, thường là viên chức trại giam, đưa người tù này ra tòa, để xác định xem việc giam giữ có đúng luật hay không.
Văn bản của habeas corpus được gọi là "văn bản tuyệt vời và hiệu quả trong mọi cách thức giam giữ bất hợp pháp". Đó là lệnh triệu tập có hiệu lực của lệnh tòa án; nó được gửi đến người quản lý (một viên chức nhà tù chẳng hạn) và yêu cầu đưa một tù nhân ra trước tòa, và người quản thúc phải xuất trình bằng chứng về thẩm quyền, cho phép tòa án xác định xem người quản thúc có thẩm quyền hợp pháp để giam giữ tù nhân hay không. Nếu người quản lý hành động vượt quá thẩm quyền của họ, thì tù nhân phải được trả tự do. Bất kỳ tù nhân nào, hoặc một người khác thay mặt họ, có thể yêu cầu tòa án, hoặc thẩm phán, cho một văn bản habeas. Một lý do để người khác không phải tù nhân tìm kiếm lệnh cho người đó là người bị giam giữ có thể bị giam giữ phi pháp. Hầu hết các khu vực pháp luật dân sự cung cấp một biện pháp khắc phục tương tự cho những người bị giam giữ bất hợp pháp, nhưng điều này không phải lúc nào cũng được gọi là habeas corpus. Ví dụ, ở một số quốc gia nói tiếng Tây Ban Nha, biện pháp tương đương đối với việc bỏ tù trái pháp luật là amparo de libertad ("bảo vệ tự do").
Habeas corpus có những hạn chế nhất định. Mặc dù nó là một quyền, tất nhiên nó không phải là một chính sách.    Về mặt kỹ thuật, nó chỉ là một biện pháp khắc phục thủ tục; nó là một sự đảm bảo chống lại bất kỳ sự giam giữ nào bị pháp luật cấm, nhưng nó không nhất thiết bảo vệ các quyền khác, chẳng hạn như quyền được xét xử công bằng. Vì vậy, nếu pháp luật cho phép áp đặt như thực tập mà không qua xét xử, thì habeas corpus có thể không phải là một phương thuốc hữu ích. Ở một số quốc gia, công văn đã bị đình chỉ tạm thời hoặc vĩnh viễn với lý do chiến tranh hoặc tình trạng khẩn cấp.  